# Орловская, Лариса Борисовна
Орловская Лариса Борисовна (25 марта [7 апреля] 1917, Кривой Рог, Херсонская губерния — 7 ноября 1991, Златоуст, Челябинская область) — советская театральная актриса. Заслуженная артистка РСФСР (1962).

## Биография
Родилась 25 марта (7 апреля) 1917 года в местечке Кривой Рог Херсонского уезда Херсонской губернии в актёрской семье. Отец — артист Орловский Б. Д., мать — артистка Ларина К. П.
Впервые на сцену вышла в пятилетнем возрасте. В 15 лет была членом труппы Керченского театра. Обучалась в студии, где преподавали Владимир и Виктор Петипа. В 1935 году окончила Сухумскую театральную студию, играла на одной сцене с родителями в Гостеатре Абхазии.
В 1939 году переехала с родителями в Ленинград, где служила в Ленинградском областном драматическом театре.
С началом Великой Отечественной войны вместе с труппой театра была эвакуирована в Йошкар-Олу, где работала на заводе, играла на сцене местного театра, выступала в госпиталях.
В 1948 году приехала в Златоуст и поступила в труппу Златоустовского драматического театра (ныне театр «Омнибус»), где прослужила до 1982 года. Избиралась депутатом Златоустовского городского совета.
Умерла 7 ноября 1991 года в Златоусте.

## Творчество
Воплотила более 200 театральных ролей.
- Софья («Зыковы» М. Горького);
- Елена Андреевна («Дядя Ваня» А. Чехова);
- Раневская («Вишнёвый сад» А. Чехова);
- Кручинина («Без вины виноватые» А. Островского);
- Елизавета («Мария Стюарт» Ф. Шиллера);
- Бернарда («Дом Бернарды Альбы» Ф. Гарсиа Лорки);
- Чебоксарова («Бешеные деньги» А. Островского);
- Агафья Тихоновна («Женитьба» Н. Гоголя);
- Мирониха («Последний срок» В. Распутина);
- Гертруда («Мачеха» О. Бальзака);
- Ганна («Правда и кривда» М. Стельмаха).

## Награды
- Заслуженная артистка РСФСР (26 апреля 1962);
- Орден Трудового Красного Знамени (1967);
- Медаль «За трудовую доблесть» (7 марта 1960)[2];
- Почётный гражданин Златоуста (7 сентября 1979) — решением № 343-2 исполкома Златоустовского городского совета народных депутатов.

## Память
- Коллекция в Златоустовском городском краеведческом музее[3].
- Памятная доска в здании театра «Омнибус» в Златоусте.